# Spermatophore
Un spermatophore est une capsule ou une masse utilisée pour la reproduction chez de nombreux animaux, invertébrés comme les arachnides ou les insectes, ou vertébrés comme les tritons. Il est créé par les mâles et contient les spermatozoïdes.
Certains spermatophores contiennent de la nourriture pour les femelles : c'est pour cela qu'ils sont qualifiés de cadeau nuptial, bien que des recherches récentes aient montré que leur valeur nutritive est faible.
Chez divers insectes tels que les Criquets du Bush, le spermatophore est souvent entouré d'une enveloppe protéique appelée spermatophylax. Son rôle permet de diminuer le contrôle de la femelle sur l'insémination en assurant un transfert complet du sperme contenu dans le spermatophore.
Parmi les Arachnides, les Araignées de la famille des Telemidae utilisent des spermatophores élaborés dans les canaux déférents du mâle et transmis ensuite à la femelle, lors de l'accouplement, avec le bulbe copulateur des pédipalpes.